# Hafen Grimberg

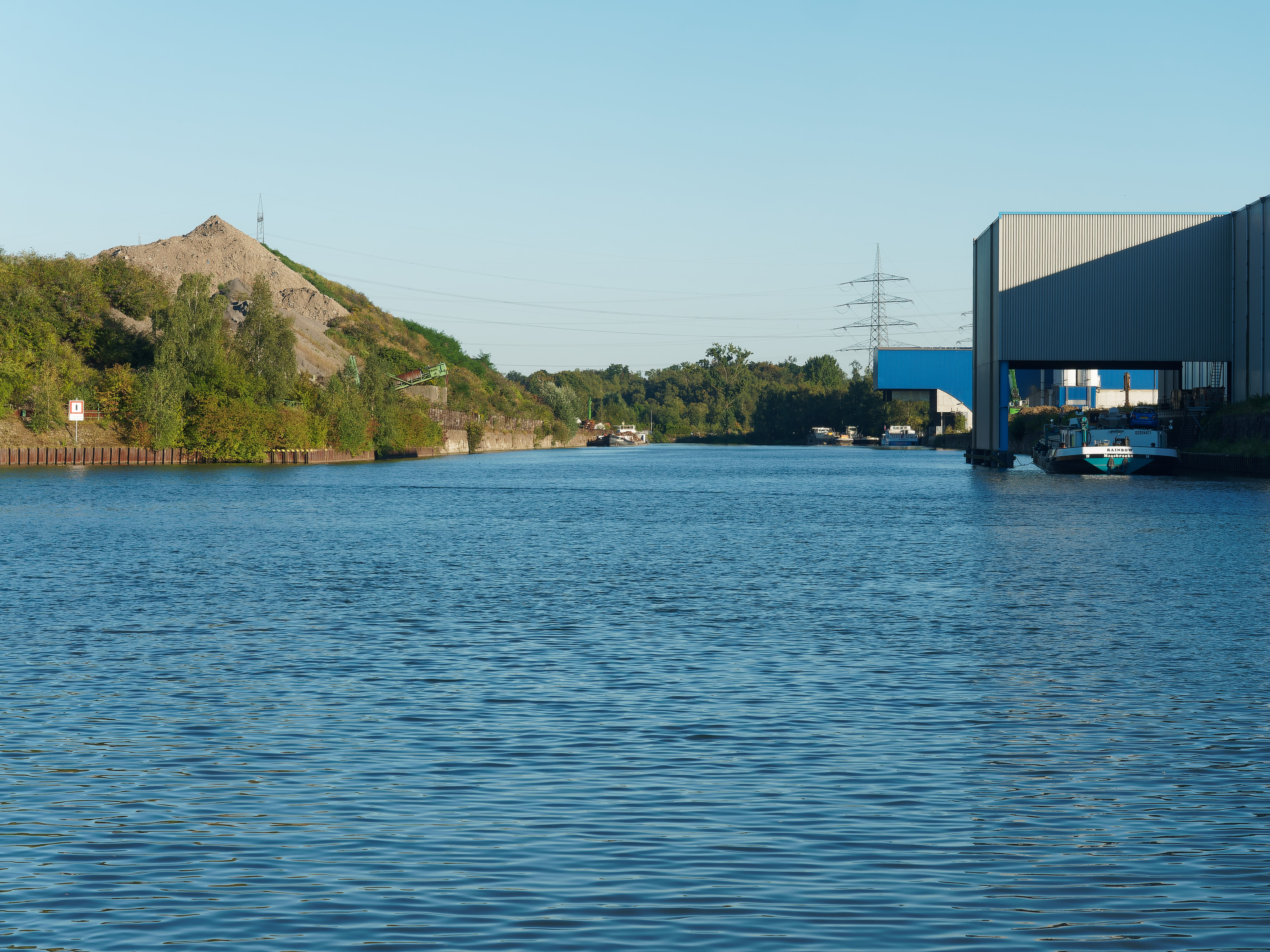
Hafen Grimberg

Der Hafen Grimberg liegt am südlichen Kanalufer des Rhein-Herne-Kanals in Gelsenkirchen, nahe der Stadtgrenze zu Herne. Benannt wurde er nach dem nahen Schloss Grimberg, von dem heute nur noch die Grundmauern bekannt sind. Wilhelm Bernhard Wilting, der seiner Zeit als Hafenmeister das Schloss Grimberg bewohnte, war maßgeblich am Bau des Hafens beteiligt.
Der Hafen diente vorwiegend zur Erzanlandung für die Versorgung der Eisenhüttenwerke in Bochum und Gelsenkirchen. Hier begann die Erzbahn. Mit der Stilllegung der Hüttenwerke verlor er seine ursprüngliche Funktion. Heute dient er Baustoff- und Recyclingbetrieben zur Bearbeitung und Verschiffung ihrer Produkte.